# Comuna Ulaniv, Hmilnîk
Ulaniv (în ucraineană Уланів) este o comună în raionul Hmilnîk, regiunea Vinnița, Ucraina, formată din satele Cepeli, Pahurți, Taraskî, Ulaniv (reședința) și Voronivți.

## Demografie
Componența lingvistică a satului Ulaniv
     Ucraineană (98,61%)
     Rusă (1,05%)
     Alte limbi (0,08%)
Conform recensământului din 2001, majoritatea populației satului Ulaniv era vorbitoare de ucraineană (98,61%), existând în minoritate și vorbitori de rusă (1,05%).